# Maximilien Misson
Pour les articles homonymes, voir Misson (homonymie).
François Maximilien Misson est un écrivain français né vers 1650 et mort en 1722.

## Biographie
Fils du pasteur de Sainte-Mère-Église, le jeune Maximilien Misson se destine, comme son père au pastorat protestant et fait des études à Genève. Condamné à l'exil en Angleterre par la révocation de l'édit de Nantes, il abandonne la carrière ecclésiastique et devient précepteur d’un jeune aristocrate britannique, Charles Hamilton, comte d'Arran (en), avec qui il voyagea trois ans à travers Europe. Il publie ses récits de voyage, notamment de celui qu'il fit en Italie dans Nouveau Voyage d'Italie, mais aussi, dans un autre ouvrage, celui qu'accomplit François Leguat jusqu'à l'île Rodrigues et l'île Maurice. 
Son nom a est attribué à l'un des deux fondateurs de la colonie pirate peut-être imaginaire de Libertalia dans l'Histoire générale des plus fameux pyrates, que l'on attribue souvent à Daniel Defoe. 
Il est également l'auteur du texte documentaire, Le théâtre sacré des Cévennes publié à Londres en 1707 dont le but sera de défendre contre leurs détracteurs les "Inspirés" huguenots des Cévennes. À ce titre, il est mêlé à « l'affaire des Prophètes ».
Déconsidéré, il meurt dans la misère en 1721.

## Œuvres
- Misson, Maximilien (1691), Nouveau voyage d'Italie, avec un mémoire contenant des avis utiles à ceux qui voudront faire le mesme voyage, Tome I, Tome II, Tome III, Tome IV.
- Misson de Valbourg, Henri (1698), Mémoires et observations faites par un voyageur en Angleterre, sur ce qu'il y a de plus remarquable, La Haye (Henri Misson est présenté comme l'auteur, mais le livre est généralement attribué au frère de l'auteur : François Maximilien Misson.
- Misson, Maximilien, (1707) Le Théâtre sacré des Cévennes